# Bagnoles-de-l'Orne
Bagnoles-de-l'Orne foi uma comuna francesa, situada no departamento da Orne. Estendia-se por uma área de 9,26 km². Em 2010 a comuna tinha 2 764 habitantes (densidade: 298,5 hab./km²).
Em 1 de janeiro de 2016, passou a formar parte da nova comuna de Bagnoles de l'Orne Normandie.